# سکان افقی

اثر بالابرنده روی گام هواپیما.

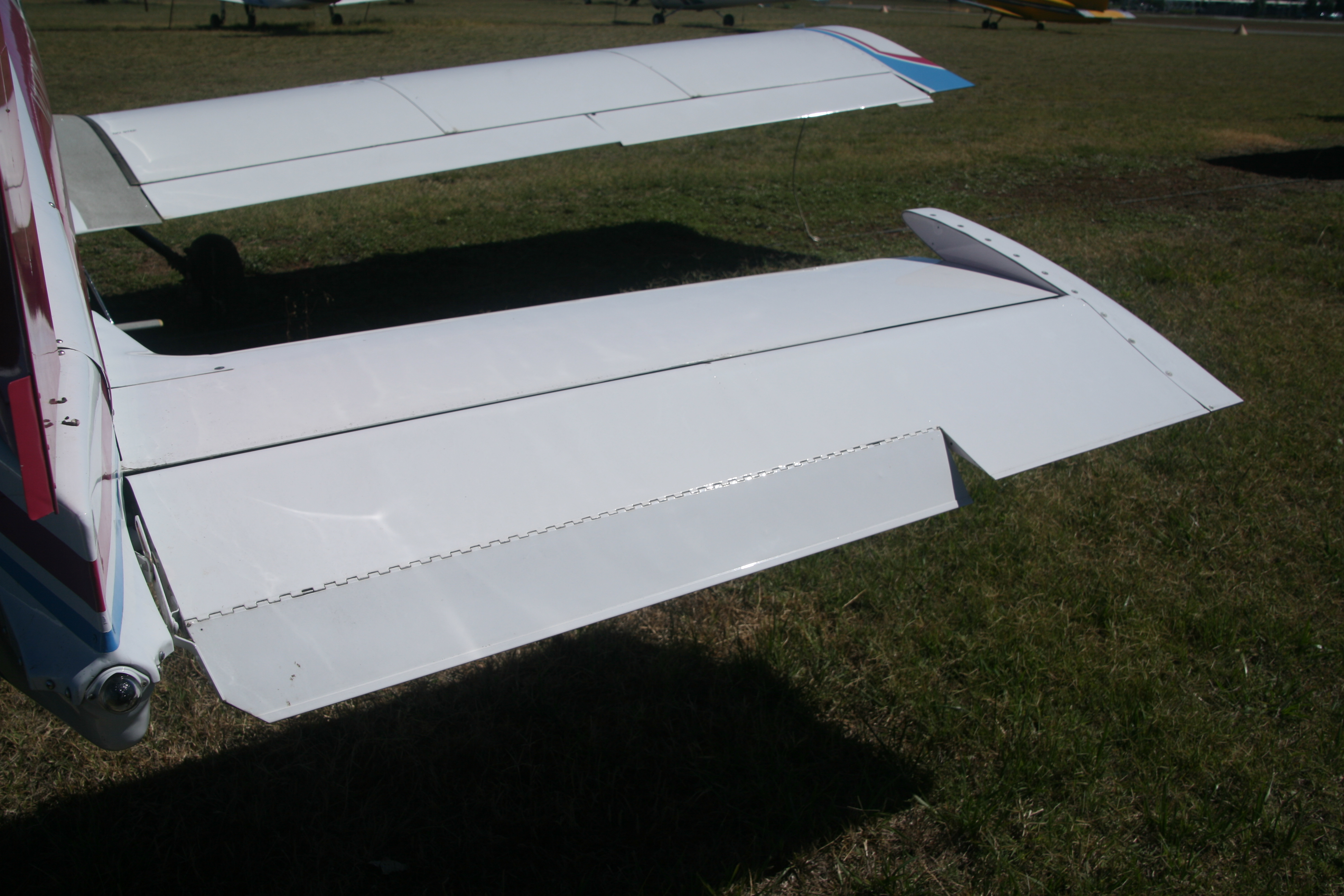
بالابرنده یک هواپیمای سبک.

سکان‌های افقی(به انگلیسی: Elevator) یکی از سطوح کنترل پرواز هستند، که معمولاً در انتهای بدنه هواپیما نصب می‌شود و گام هواپیما را کنترل می‌کند، و همچنین زاویه حمله و نیروی لیفت بال را کنترل می‌کند. بالابرنده‌ها معمولاً به دم هواپیما یا روی پایدارکننده افقی نصب می‌شوند. بعضی از آنها ممکن است تنها سطح کنترل پرواز موجود باشند، گاهی در جلوی هواپیما (هواپیماهای اولیه) واقع شده یا به‌صورت یکپارچه به عقب «بال دم متحرک» متصل شوند که در اینصورت بالابرنده اسلب یا تثبیت‌کننده نامیده می‌شود.